# Rush Wars
Rash Wars — скасована стратегічна багатокористувацька відеогра для мобільних пристроїв, розроблена фінською компанією Supercell для IOS та Android. Вихід закритої бета-версії гри відбувся 26 серпня 2019 року. 30 листопада 2019 року компанія Supercell повідомила, що розробка гри припинена.

## Ігровий процес
Rash Wars працює в жанрі Tower Defense. Гравцю необхідно створювати свій загін ігрових військ і нападати ними на ворожу базу. По дорозі до атаки, військам можуть попастися ігрові захисні споруди (міни, гармати) які можуть їх атакувати. Гравець виставляє свій загін військ в вільне місце ігрового поля і вони йдуть в атаку на ворожу базу. Гравець також може допомагати військам в атаці Бусто. Наприклад, якщо під час атаки, на ігровому полі клацнути ігровим рупором (який вважається Бусто) по військах, вони стануть на пару секунд сильніше. Якщо гравець знищив усі будівлі і захисні споруди на ворожій базі, в кінці битви він отримує 3 ігрові зірки. У грі присутня можливість створювати клани (по аналогії з кланами в іграх Clash of Clans, Clash Royale), вони мають 25 слотів.